# Baleària
Baleària, cuya razón social es Baleària Eurolíneas Marítimas, S.A., es una empresa española dedicada al transporte marítimo de pasaje, vehículos y mercancías. Tiene su sede en Denia (Alicante) y está presidida por Adolfo Utor. La naviera une diariamente las islas Baleares con la Península a través de los puertos de Barcelona, Valencia y Denia, y es la única compañía del sector que tiene conexiones interinsulares en las cuatro islas del archipiélago, además de conectar Ceuta y Melilla con puertos peninsulares y Canarias con la península. En el ámbito internacional, ofrece servicios en el norte de África (Marruecos y Argelia) y conecta los Estados Unidos con las Bahamas. 
La naviera es conocida por el uso de gas natural para sus embarcaciones, un combustible que reduce las emisiones contaminantes. En 2020 seis buques de la flota ya navegaron con esta energía, a los que se sumarían tres más en 2021. La compañía afirma que la apuesta estratégica por el gas natural responde a criterios de responsabilidad social y rentabilidad económica. Baleària afirma que trabaja para alcanzar el objetivo de 0 emisiones mediante proyectos de energía renovable y la generación de gases renovables como el hidrógeno verde y el biometano.
En 2023, Baleària transportó más de 5.242.000 pasajeros, 1.375.000 vehículos y 7.414.000 metros lineales de carga. Además, su flota de 35 buques navegó más de 1,86 millones de millas. La compañía, en la que trabajan más de 2.500 empleados, facturó 652 millones de euros.

## Historia
1998: Nace Baleària que fue fundada por un grupo de ejecutivos, capitanes y oficiales de la antigua naviera Flebasa y presidida por Adolfo Utor. La actividad de la compañía se inicia con las líneas Denia-Ibiza-Palma e Ibiza-Formentera.
2001: Se incorpora el primer buque de alta velocidad, el Federico García Lorca en la línea Denia-Ibiza-Palma, que supuso la llegada a las islas del transporte rápido entre la Península y las Baleares con un tiempo récord hasta el momento de 2 horas.
2003: Se inauguran los servicios en el Estrecho con un barco de alta velocidad en la línea Algeciras-Tánger.
2004: Este año nace la Fundació Baleària con el objetivo de fortalecer la comunicación y las relaciones entre las personas que viven en los territorios donde opera la naviera.
2005: Se produce la fusión por absorción de la división naviera del grupo Matutes (Pitra) y la entrada del empresario como socio financiero con el 42,5% del capital. En ese mismo año, UMAFISA empezó a formar parte de Baleària, que se hizo así con otros tres ferries "Punta Europa", "Ibiza", "Espalmador", e "Isla de Botafoc"),
2006: Se inaugura la primera conexión directa de alta velocidad de la historia entre Formentera y la Península con el fast ferry Nixe II que realiza el trayecto en dos horas. También se inician las operaciones en la línea Barcelona-Palma presentando así una oferta integral de transporte marítimo desde Barcelona con las Baleares. Además, se empieza a operar entre Ceuta y Algeciras con un buque de alta velocidad. 
2007: La compañía consolida su presencia en el mercado de las comunicaciones marítimas en el Estrecho con la adquisición del 100% de la naviera "Buquebús España" adquiriendo así los buques "Patricia Olivia" y "Avemar Dos". 
2008: La naviera bota el nuevo ferry Martín i Soler en el astillero Hijos de J. Barreras de Vigo. Este barco forma parte de una serie de cuatro buques encargados a este astillero y que suponen una inversión de 350 millones de euros, que se caracterizan por aportar más velocidad, sostenibilidad y prestaciones para los pasajeros. 
2009: Se incorporan a la flota los ferries+ Martín i Soler y el Passió per Formentera.
2010: Baleària incorpora a su flota los ferries de nueva generación SF Alhucemas y Abel Matutes representando un nuevo concepto de barco primando el confort y los servicios a bordo.
2011: Apostando por la internacionalización, la naviera inaugura una nueva línea en el Caribe entre Fort Lauderdale (Estados Unidos) y Grand Bahama bajo la marca Baleària Bahamas Express (más tarde pasará a llamarse Baleària Caribbean). 
2013: Se inaugura la nueva estación marítima en Denia que el grupo Baleària explotará durante 25 años y donde la naviera tiene ubicadas sus oficinas centrales.
2015: Los buques Visemar One y Puglia participan en la evacuación del buque "Sorrento" de la naviera Trasmediterránea tras su fatal incendio a bordo. El Puglia recogió a todo el pasaje y tripulación del buque incendiado que se encontraban a la deriva en los botes salvavidas.
2016: Baleària firma la construcción de tres smart ship propulsados por GNL, con una inversión de 320 millones de euros, que aplicarán la inteligencia al servicio de la ecoeficiencia e incorporarán servicios propios de un crucero, potenciando el viaje experiencial de los pasajeros. La compañía también empieza a operar entre Valencia y el puerto de Mostaganem (Argelia) y entre Melilla y los puertos de Málaga y Almería.
2017: El ferry 'Abel Matutes' de Baleària inaugura el primer generador de energía a gas natural licuado en un ferry de pasaje en España. Se trata de un proyecto pionero en el Mediterráneo en el que la naviera participa junto con Naturgy. Además, inaugura su segunda línea internacional conectando Nador (Marruecos) con Almería. 
2018: Incorpora la serie de cuatro 'eco fast ferries' a la línea Ibiza <> Formentera. Además, crea la compañía Marítima Alborán, para operar desde Málaga <> Melilla, Ceuta y Tánger. También comienza a conectar la península con Canarias junto con Fred. Olsen Express. Realiza la flotadura de los ferries 'Hypatia de Alejandría' y 'Marie Curie', los primeros propulsados por GNL del Mediterráneo. Por último, empieza la construcción del primer catamarán de alta velocidad del mundo propulsado por motores duales GNL.
2019: Incorpora dos smart ship de nueva construcción, el 'Hypatia de Alejandría' y 'Marie Curie', los primeros buques en navegar a gas natural licuado en el Mediterráneo, Canarias y el estrecho de Gibraltar.  Además, realiza la remotorización de dos de sus ferries, 'Nápoles' y 'Abel Matutes', para que puedan ser propulsados por esta energía limpia. Su filial Baleària Caribbean abre dos nuevas rutas, una entre Miami (Estados Unidos) y Bimini, y otra entre esta isla y Grand Bahama.
2020: Se adjudica el proyecto para la construcción de la nueva terminal de pasajeros de Valencia. Además, bota el primer 'fast ferry' del mundo con motores a gas y remotoriza los buques 'Bahama Mama' y 'Siclia' para que naveguen con esta energía más limpia. En el ámbito internacional, comienza a operar la nueva ruta entre Nador (Marruecos) Y Séte (Francia).
2021: Remotorización a GNL de los buques 'Martín i Soler' y 'Hedy Lamarr'. Puesta en marcha del 'Eleanor Roosevelt', el primer 'fast ferry' del mundo con motores duales a gas. Adolfo Utor se convierte en accionista único de Baleària.
2022: Construcción de un segundo 'fast ferry' innovador y sostenible, el 'Margarita Salas'.
2023: Puesta en marcha del primer 'ferry' eléctrico de España.

## Flota

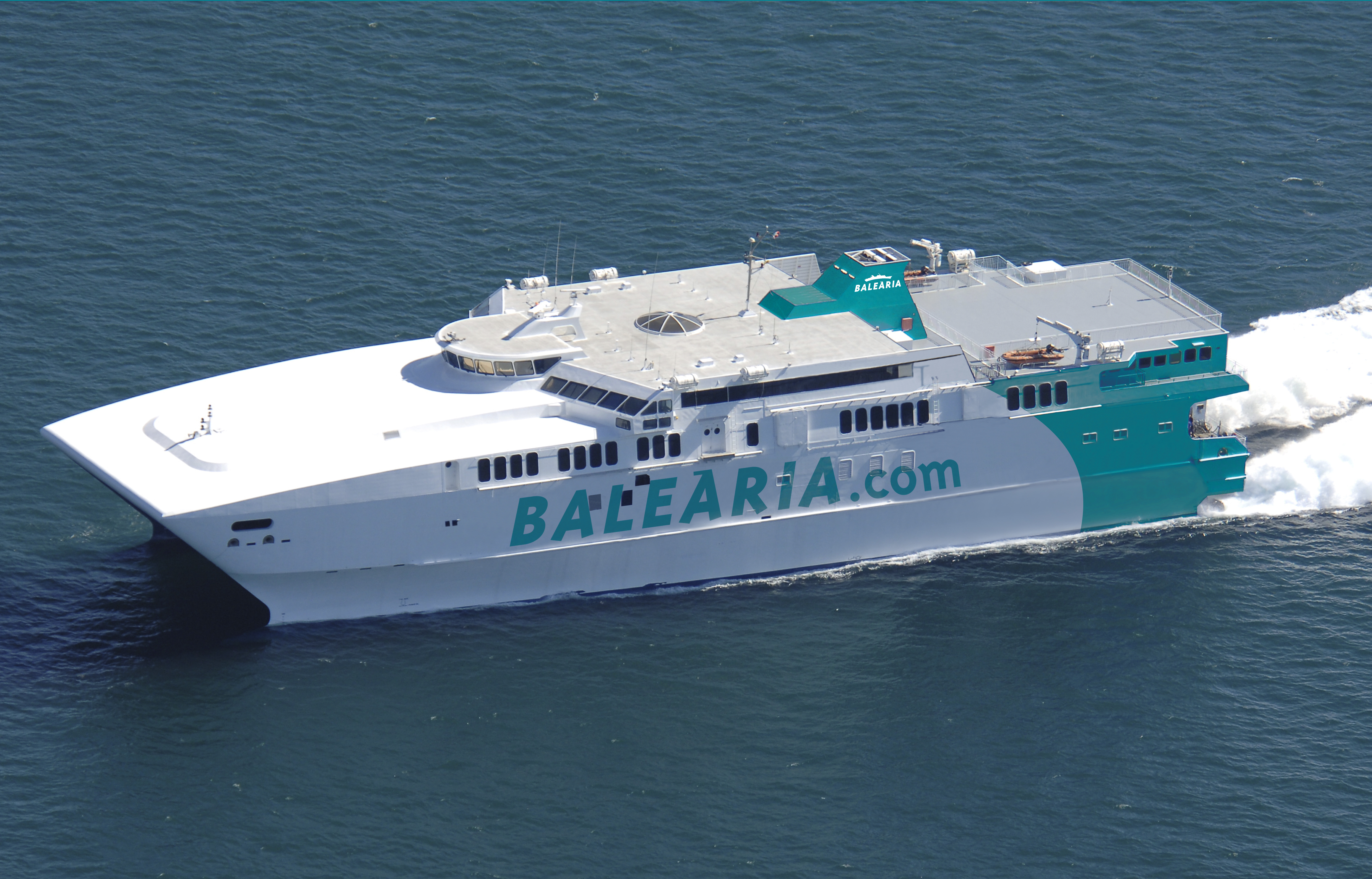
Fast ferry 'Avemar Dos'

| Ferry                                  | Pabellón | Construcción |
| -------------------------------------- | -------- | ------------ |
| Cap de Barbaria (eléctrico)            |          | 2022         |
| Hypatia de Alejandría (funciona a GNL) | Chipre   | 2019         |
| Marie Curie (funciona a GNL)           | Chipre   | 2019         |
| Martín i Soler (funciona a GNL)        | España   | 2008         |
| Passió per Formentera                  | España   | 2009         |
| Bahama Mama (funciona a GNL)           | Malta    | 2009         |
| Abel Matutes (funciona a GNL)          | España   | 2010         |
| Hedy Lamarr (funciona a GNL)           | Chipre   | 2010         |
| Poeta López Anglada                    | Chipre   | 1984         |
| Posidonia                              | España   | 1980         |
| Sicilia (funciona a GNL)               | Chipre   | 2002         |
| Nápoles (funciona a GNL)               | Chipre   | 2002         |
| Virot (solo carga)                     | España   | 1973         |
| Denia Ciudad Creativa                  | Chipre   | 1992         |
| Regina Baltica                         | Chipre   | 1980         |

| Fast Ferry                                         | Pabellón | Construcción |
| -------------------------------------------------- | -------- | ------------ |
| Margarita Salas                                    |          | 2022         |
| Eleanor Roosevelt (funciona a GNL)                 | Chipre   | 2021         |
| Nixe                                               | España   | 2004         |
| Ramon Llull                                        | España   | 2003         |
| Avemar Dos                                         | España   | 1997         |
| Jaume I                                            | Chipre   | 1994         |
| Jaume II (Opera para la filial Baleària Caribbean) | Chipre   | 1996         |
| Jaume III                                          | España   | 1996         |
| Bimini Blue Marlin (anteriormente ‘Maverick Dos’)  | Chipre   | 1990         |
| Formentera Direct                                  | España   | 1987         |
| Cecilia Payne                                      | Chipre   | 1999         |

| Eco Fast Ferrys | Pabellón | Construcción |
| --------------- | -------- | ------------ |
| Eco Aqua        | España   | 2017         |
| Eco Lux         | España   | 2018         |
| Eco Terra       | España   | 2018         |
| Eco Aire        | España   | 2018         |

### Uso del gas natural
En el 2021, la naviera siguió ampliando su flota a gas natural con la remotorización de tres nuevos buques; además, marcó un hito en la historia del transporte marítimo al botar el primer 'fast ferry' con motores propulsados por gas natural del mundo. En 2020 llevó a cabo la remotorización de dos buques de su flota: el 'Bahama Mama' y el 'Sicilia' y se inició la del 'Martín i Soler'. A principios del 2022 finalizó la remotorización del 'ferry Hedy Lamarr'. En todos los casos, se adaptan sus motores para poder navegar tanto a gas como a fuel. Estos retrofits están subvencionados en parte por los Fondos Connectiong Europe Facility de la Unión Europea (Proyecto LNGHIVE2 Green & Smart Links).
En este ámbito, la compañía realizó bunkerings (carga de gas en los buques) por primera vez en Denia, Almería y Málaga, que se sumaron a los puertos de Barcelona, Valencia, Huelva y Algeciras. El 95% de las operaciones se realizaron mediante el sistema de Multi Truck to Ship (MTTS), un abastecimiento de gas natural de alta eficiencia, más rápido y eficaz.
La naviera trabaja en proyectos relacionados con el GNL desde 2012. Así, además de ser socio fundador, en 2013, de la Asociación Española del Gas Natural para la Movilidad (GASNAM), mantiene acuerdos estratégicos con Naturgy (con quien tiene un contrato de subministro de GNL exclusivo para 10 años) y Rolls Royce y Wärtsilä (para la construcción de motores), en 2017 puso en marcha el primer generador de energía a GNL en un buque de pasaje, el Abel Matutes de cuya instalación se encargó la atarazana gallega Factorías Vulcano, y desde 2015 lleva a cabo un plan de formación en GNL para sus tripulantes e inspectores de buques.

### Ferry eléctrico 'Cap de Barbaria'
En 2023, Baleària puso en marcha en la línea Ibiza-Formentera el primer barco eléctrico de pasaje y carga de España con 0 emisiones en las estancias y aproximaciones en puerto.

## Líneas marítimas ofertadas
- Argel - Barcelona
- Argel - Valencia
- Oran - Valencia
- Algeciras – Ceuta
- Algeciras – Tánger Med
- Barcelona – Ibiza
- Alcudia (Mallorca) - Barcelona - Ciudadela (Menorca)
- Barcelona - Palma de Mallorca
- Barcelona - Ciudadela (Menorca)
- Denia – Ibiza (Ciudad)
- Denia - Formentera
- Huelva - Canarias (Santa Cruz, La Luz)
- Ibiza (Ciudad) – Formentera
- Melilla - Málaga
- Melilla - Almería
- Melilla - Motril
- Motril - Tánger Med
- Palma de Mallorca – Ibiza (ciudad)
- Alcudia (Mallorca) – Ciudadela (Menorca)
- Valencia - Palma (Mallorca)
- Valencia - Ibiza (Ciudad)
- Fort Lauderdale (EEUU) - Freeport (Grand Bahama) (Filial Baleària Caribbean)
- Fort Lauderdale (EEUU) - Bimini (Bahamas) (Filial Baleària Caribbean)
- Bimini - Grand Bahama (Bahamas) (Filial Baleària Caribbean)
- TANGER VILLE - Tarifa
- Valencia - Mostaganem